# Rock für den Frieden
Rock für den Frieden war ein Musikfestival im Ost-Berliner Palast der Republik, das von 1982 bis 1987 stattfand und von den Veranstaltern als jährlicher Höhepunkt in der Rockszene der DDR deklariert wurde. Veranstalter waren der Zentralrat der FDJ, das Komitee für Unterhaltungskunst der DDR und der Palast der Republik.

## Beschreibung
Die Festivals fanden jährlich im Januar statt und dauerten jeweils drei oder vier Tage.
Offiziell war das Festival ein Instrument der Friedenspolitik der DDR. Jenseits einer propagandistischen Wirkung war es ein bei Rockfans wegen der zahlreich auftretenden populären Bands beliebtes Festival.
In den sechs Jahren, in denen die Veranstaltung durchgeführt wurde, präsentierten sich fast alle Spitzenbands der DDR-Rock- und Bluesszene sowie einige Amateurbands. Zu den bekanntesten auftretenden Bands und Musikern zählten die Puhdys, Karat, City, Silly, Express, Pankow, Stefan Diestelmann, Bernd Kleinow, Jürgen Kerth und Engerling, zu den Amateurbands gehörten Scheselong und Bromm Oss. Das Festival war auch Geburtsstätte und Plattform von Bandprojekten wie der Amiga Blues Band (1983) und den Gitarreros (1986). Entsprechend groß war die Resonanz bei den Medien und dem Publikum. Allein im Januar 1984 erlebten 15.000 Zuschauer an zwei Tagen 39 Bands. 1987 waren es 20.000 Zuschauer und 65 Bands.
Neben Gruppen aus der DDR spielten auf dem Festival auch Bands und Musiker aus dem Ausland. Dazu gehörten Latin Quarter und Tom Robinson, der mit der DDR-Band NO 55 spielte. Es nahmen auch ausländische Musiker wie der Jazzschlagzeuger Louis Moholo teil, die jenseits des Rockgenres angesiedelt waren.
1983 trat Udo Lindenberg auf. Er äußerte sich nicht ganz so, wie von der DDR-Führung erhofft: "In der Bundesrepublik und in der DDR - nirgendwo wollen wir auch nur eine Rakete sehen. Keine Pershings und keine SS-20!". Zudem solidarisierte er sich nach dem Konzert mit den Fans, die vor dem Gebäude warteten. Seine für 1984 geplante Tournee durch die DDR wurde daraufhin abgesagt.
Die westdeutsche Band BAP weigerte sich 1984, ihren Titel Deshalv spill mer he aus dem Programm zu streichen, und reiste am Vorabend der Veranstaltung ab. 1985 und 1986 wurden keine westlichen Bands eingeladen.
Einige durch das Festival bekannt gewordene Titel sind Der Krieger von der Gruppe Drei, Das Buch von den Puhdys, Der blaue Planet von Karat und No Bomb von Berluc. Das DDR-Plattenlabel Amiga veröffentlichte zahlreiche Schallplatten unter dem Titel Rock für den Frieden mit Songs, die auf dem Festival gespielt wurden.
1987 weigerte sich Tamara Danz, den Titel Die Glocke 2000 mit der Gruppe Karat zu singen. Auch die Gitarreros verweigerten einen Auftritt. 1988 wurde daraufhin das weniger politische Festival Jugend im Palast durchgeführt. 1989 scheiterte der Versuch, innerhalb dieses Festivals erneut ein Programm „Rock für den Frieden“ anzubieten.

## Diskografie

### Singles/EPs
- 1982: Frieden soll sein (Amiga)
- 1983: Denke daran (Amiga)
- 1984: Denke daran (Amiga)
- 1986: Rock für den Frieden ’86 (Amiga)

### Langspielplatten
- 1982: Rock für den Frieden ’82 (Amiga)
- 1983: Rock für den Frieden ’83 (Amiga)
- 1984: Rock für den Frieden ’84 – Live (Amiga)
- 1985: Dein und mein Planet – 5 Jahre Rock für den Frieden (Amiga)